# Аксёнов, Дмитрий Андреевич
Дмитрий Андреевич Аксёнов (псевдоним Аксёновский; ?—1859) — российский механик, филантроп и поэт.

## Биография
Государственный крестьянин. Родился в Сольвычегодском уезде Вологодской губернии. Год рождения неизвестен. Служа при дворе, открыл в 1833 году собственную мастерскую. Водоочистительные машины Аксёнова, которые он сам проектировал и изготовлял, не уступали техническим новинкам в этой области европейских мастеров и были установлены в Зимнем, Петергофском и Царскосельском дворцах. Был причислен временным мастером (с 1833), постоянным мастером (с 1851) к Петербургскому резно-металлическому цеху. Длительное время (до 1859) Аксёнов занимался благотворительностью, был действительным старшиной петербургского Демидовского дома призрения. В начале 1840-х гг. пробовал себя в живописи.
В 1846 году вышел сборник Аксёнова «Стихотворения придворного мастера водоочистительных машин», проникнутый официозно-народным духом, свойственным 6ольшему числу поэтов-самоучек первой половины XIX в. Верноподданнические чувства Аксёнова к «царю-отцу» поддерживались атмосферой дворцовой парадности, в
которой он провёл значительную часть жизни. В открывающих сборник стихотворениях религиозного содержания («Молитва», «Ангел»), а также в обширной группе стихов «на случай», обращённых к членам царской фамилии, Аксёнов рисует идиллическую картину отношений патриархального крестьянства и царской власти. Значительную часть сборника составляют стихи, прославляющие домовитость и хозяйственную сметку («Опыт — первый друг», «Сельское поучение» и др.),— мотивы близкие поэзии Ф. Н. Слепушкина, с которым Аксёнов был, видимо, знаком. Фольклорная традиция у Аксёнова проявляется лишь в ритмике некоторых стихотворений («Елагин») и носит характер литературной стилизации. В 1850-е гг. появляются отдельно изданные оды и стихотворения Аксёнова к высочайшим особам, в том числе «На кончину Его Императорского Величества Николая Павловича» и «На восшествие на престол Императора Александра II» (обе — 1855).